# Споменик природе Брђанка — дивља крушка
Споменик природе Брђанка — дивља крушка је стабло дивље крушке (Pyrus pyraster) које расте на територији града Крагујевца, у насељу Белошевац. Представља вредан примерак своје врсте. Импозантних је димензија и велике старости. Такође, представља и „свето дрво“ – запис, јер је на њеном стаблу урезан крст – симбол хришћанства. За споменик природе III категорије проглашена је 2003. године одлуком Скупштине Града Крагујевца.

## Опис стабла
Стабло Брђанке високо је око 19 m, обим дебла је 1,3 m, а разграната крошња ове крушке простире се изнад 1,4 ара. Дебло се рачва у неколико стубова, а они даље у гране што даје овако широку гранату крошњу. Старост овог дрвета процењена је на око 250 година. И поред старости стабло је веома здраво и витално.  Још увек плодоноси, а од плодова власник парцеле на којој расте прави ракију.

### Положај
Брђанка расте у крагујевачком насељу Белошевац, преко пута старе школе, на приватном имању у Брђанској улици бр. 127. Налази се на самој међи са комшијом. Иако крошња делом прелази на плац првог суседа, због хлада никада није било спора. Ова крушка је уједно и запис.
Сваке године за празник Свете Тројице крстоноше се окупљају испод ове крушке и одатле крећу литије у обилазак поља, молећи се за добар принос летине.
Споменик природе Брђанка — дивља крушка представља туристички потенцијал како града Крагујевца тако и шумадијског региона. Љубитељима природе ово ретко дрво је врло лако доступно, обележено и врло уочљиво.

## Заштита
Крушка брђанка заштићена је као споменик природе III категорије одлуком Скупштине Града Крагујевца од 10. октобра 2003. године. Елаборат за заштиту природног добра Брђанка - дивља крушка урадио је Завод за заштиту природе Србије, док је локална власт обавезала власника да споменик природе чува и одржава у складу са 11 прописаних мера заштите.
С обзиром на то да се ради о ретком примерку крушке у Шумадији, а вероватно и шире у Србији, установљен је трећи степен заштите, што значи:
- Крушка се не сме посећи.
- Не смеју јој се ломити и кидати гране, лишће и плодови.
- Не смеју се предузимати било које друге радње које би могле изменити њен изглед или довести у питање њен биолошки опстанак.
- Није дозвољена промена намене заштићене површине, депоновање смећа и другог отпада испод ње или у њеној близини, раскопавање под крошњом која заузима површину 1,4 ара, градња објеката, паркирање аутомобила, постављање табли или обавештења на стаблу и гранама крошње, садња зеленила, испуштање отпадних вода, као ни превођење подземних и надземних инсталација за трајне или привремене објекте.[3]